# Basso buffo
In musica, il basso buffo, chiamato anche semplicemente "buffo", è una delle diverse tipologie della voce di basso.

## Descrizione
Caratterizzato da una voce "leggera", estesa e scattante, gli vengono affidati ruoli comici, che richiedono gorgheggi, trilli e diversi abbellimenti, scioglilingua. I personaggi che interpreta sono per lo più goffi, ingenui e ridicoli.
Per le sue caratteristiche, in passato veniva chiamato anche basso leggero. Questo particolare registro vocale è particolarmente presente nelle opere buffe rossiniane.

## Esempi di ruoli di basso buffo
- Wolfgang Amadeus Mozart
  - Le nozze di Figaro (Bartolo)
  - Don Giovanni (Leporello)
  - Così fan tutte (Don Alfonso)
  - Il flauto magico (Papageno)
- Gioachino Rossini
  - Il barbiere di Siviglia (Don Bartolo)
  - La Cenerentola (Don Magnifico)
  - L'italiana in Algeri (Taddeo)
  - Il turco in Italia (Don Geronio)
  - Viaggio a Reims (Don Profondo, Barone di Trombonok)
- Gaetano Donizetti
  - L'elisir d'amore (Il dottore Dulcamara)
  - Don Pasquale (Don Pasquale)
  - La figlia del reggimento (Sulpizio)
- Giuseppe Verdi
  - Un giorno di regno (Il Barone di Kelbar)
  - La forza del destino (Fra Melitone)
- Giacomo Puccini
  - Gianni Schicchi (Gianni Schicchi)